# Бивио Монторђали (Гросето)
Бивио Монторђали је насеље у Италији у округу Гросето, региону Тоскана.
Према процени из 2011. у насељу је живело 47 становника. Насеље се налази на надморској висини од 334 м.